# Richard Witschge
Richard Peter Witschge (Amsterdam, 20 september 1969) is een voormalig Nederlands profvoetballer. Hij speelde vooral links op het middenveld. Sinds 2018 is hij assistent-trainer bij Ajax.

## Clubcarrière
In navolging van oudere broer Rob, maakte Richard Witschge op 26 oktober 1986 zijn debuut in het eerste van Ajax. Dit gebeurde in de uitwedstrijd tegen AZ'67, die met 6-1 gewonnen werd. Bijna een jaar later maakte hij zijn eerste doelpunt voor Ajax. Samen met zijn broer Rob won hij  in 1987 de Europacup II.
In het seizoen 1991/92 maakte hij de overstap naar het FC Barcelona van Johan Cruijff. Door de toenmalige regel dat er slechts drie buitenlanders gelijktijdig in het elftal mochten staan en hij Ronald Koeman, Michael Laudrup en Hristo Stoichkov voor zich moest dulden, kon hij echter zelden rekenen op speeltijd. Desondanks won hij met de club de Europacup I, de UEFA Super Cup, twee landskampioenschappen en de Supercopa. Na zijn loopbaan bij FC Barcelona speelde Witschge drie seizoenen bij het destijds succesvolle Bordeaux, waar hij onder andere samenspeelde met Zinédine Zidane en de UEFA Intertoto Cup won. In maart 1995 werd hij tot het eind van het seizoen uitgeleend aan Blackburn Rovers. Hij speelde hier slechts een wedstrijd, maar werd met dit team wel kampioen van de Premier League. In het seizoen 1995/96 bereikte Witschge met Bordeaux de finale van de UEFA Cup waarin Bayern München te sterk was.
Vervolgens keerde hij in het seizoen 96/97 terug bij Ajax. Hier arriveerde Witschge na de grote Ajax succesperiode onder Louis van Gaal, om het team van ervaring te voorzien. Het meest memorabele en discutabele moment uit zijn loopbaan vond plaats op 26 oktober 1997, toen hij met Ajax thuis speelde in de Amsterdam ArenA tegen Feyenoord. Tijdens de wedstrijd, die door Ajax met 4-0 werd gewonnen, baarde Witschge opzien door de bal al sprintend aan de linkerkant van het veld negen keer hoog te houden. De actie werd door Feyenoordfans als vernederend ervaren, al heeft Witschge naderhand altijd volgehouden dat hij niet bewust heeft gehandeld.
In het seizoen 2001/02 werd hij verhuurd aan het Spaanse Alavés, maar het seizoen er op werd hij weer opgenomen in de selectie van Ajax. Vanaf medio 2003 hield hij zijn conditie op peil bij ADO '20 waar zijn broer Rob Witschge hoofdtrainer was. Vanaf februari 2004 speelde hij nog een seizoen voor het Japanse Oita Trinita, maar toen zijn contract daar afliep en een proefperiode bij Glasgow Rangers niet positief werd afgesloten, besloot hij een punt te zetten achter zijn actieve carrière.

## Interlandcarrière
Op 21 februari 1990 maakte Witschge zijn debuut voor het Nederlands elftal in de thuiswedstrijd tegen Italië (0-0). In totaal speelde hij 31 keer in Oranje en daarin maakte hij één doelpunt: de winnende treffer in een EK kwalificatiewedstrijd op 16 oktober 1991 tegen Portugal.

## Trainerscarrière
Sinds 2018 is Witschge individueel techniektrainer bij Ajax, daarvoor was hij assistent-trainer onder Aron Winter bij Jong Ajax.

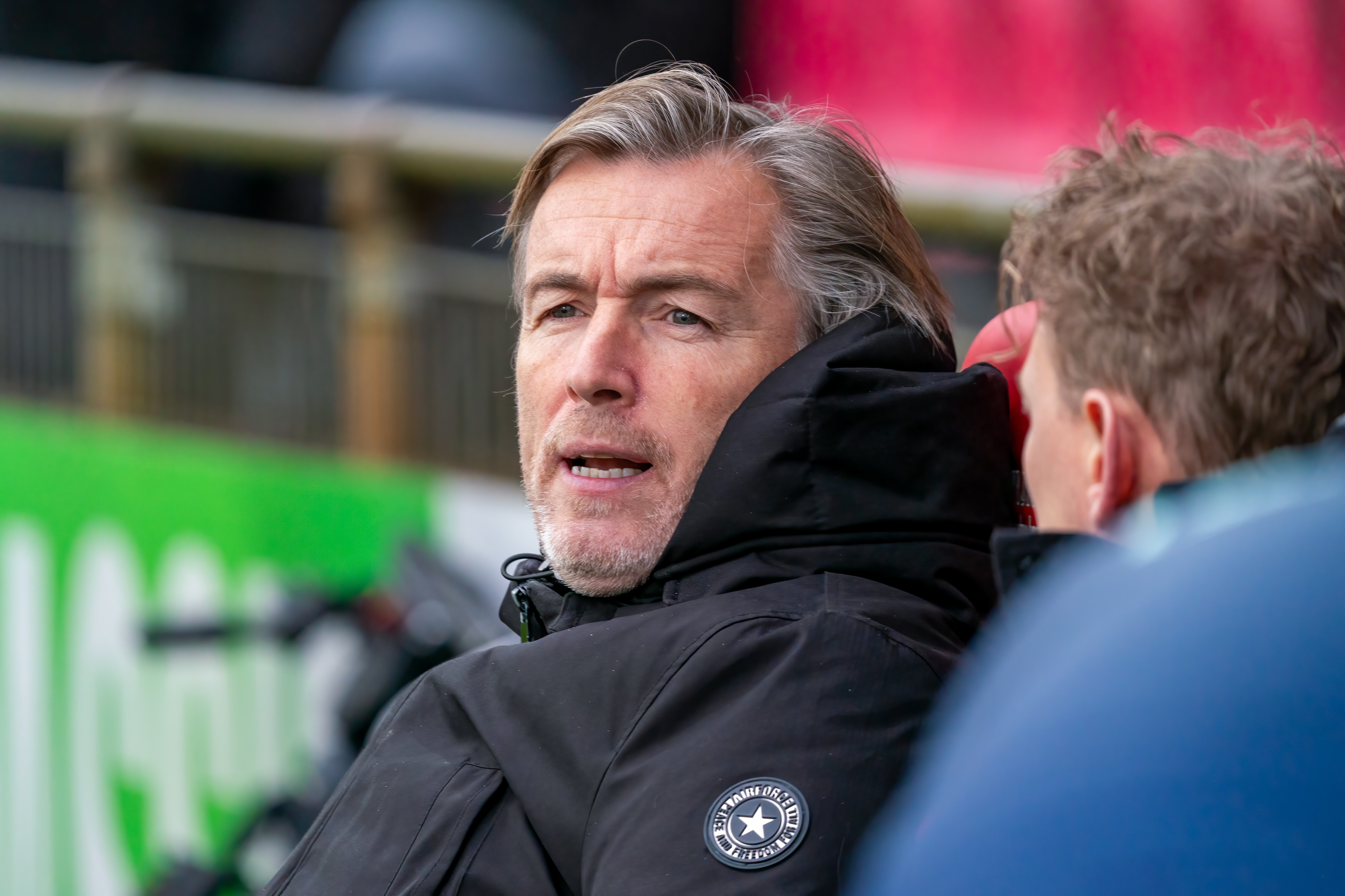
Witschge als assistent-trainer bij Ajax in 2024,

## Erelijst
Ajax
- Europacup II: 1986/87
- Eredivisie: 1989/90, 1997/98
- KNVB beker: 1986/87, 1997/98, 1998/99
- Johan Cruijff Schaal: 2002

 FC Barcelona
- Europacup I: 1991/92
- Europese Supercup: 1992
- Primera División: 1991/92, 1992/93
- Supercopa de España: 1992

 Girondins de Bordeaux
- UEFA Intertoto Cup: 1995[3]

 Blackburn Rovers
- Premier League: 1994/95

Als assistent-trainer
 Ajax
- Eredivisie: 2018/19, 2020/21
- Johan Cruijff Schaal: 2019
- KNVB Beker: 2020/21

## Familie
Cor Witschge is verre familie van Richard en Rob. De grootvader van Richard en Rob is een neef van Cor.
Richard is de vader van het model Joëlle Witschge. In 2017 deden zij samen mee aan het achttiende seizoen van het RTL 5-programma Expeditie Robinson, hij viel als zesde af en eindigde op de 14e plaats.